# 129307 Tomconnors
129307 Tomconnors è un asteroide della fascia principale. Scoperto nel 2005, presenta un'orbita caratterizzata da un semiasse maggiore pari a 2,6461662 UA e da un'eccentricità di 0,1016304, inclinata di 13,23460° rispetto all'eclittica.